# Anolis blanquillanus
Espèce
Synonymes
- Anolis bonairensis blanquillanus Hummelinck, 1940
- Dactyloa blanquillanus (Hummelinck, 1940)

Anolis blanquillanus est une espèce de sauriens de la famille des Dactyloidae. 

## Répartition
Cette espèce est endémique des Dépendances fédérales au Venezuela. Elle se rencontre sur l'île de la Blanquilla et dans l'archipel de Los Hermanos.

## Étymologie
Son nom d'espèce lui a été donné en référence au lieu de sa découverte, l'île de la Blanquilla.

## Publication originale
- Hummelinck, 1940 : Studies on the fauna of Curacao, Aruba, Bonaire and the Venezuelan Islands: No. 2. A survey of the mammals, lizards and mollusks. Studies on the Fauna of Curacao and other Caribbean Islands, vol. 1, p. 59—108.